# Медікер
Ме́дікер (англ. Medicare) — американська федеральна програма медичного страхування, розрахована на осіб старше 65 років і на деякі груп інвалідів та хворих. Медікер як правило покриває 80 % амбулаторних послуг та майже усі послуги при госпіталізації.